# Alekséi Tsvetkov
Alekséi Petróvich Tsvetkov en ruso: Алексе́й Петро́вич Цветко́в (Stanislav, 2 de febrero de 1947 - 12 de mayo de 2022) fue un poeta y prosista ruso.

## Biografía
Pasó su infancia en Zaporizhia. Estudió en la facultad de químicas de la Universidad de Odesa y en las facultades de historia (1965-1968) y periodismo (1971-1974) de la Universidad Estatal de Moscú. Junto con Bajit Kenzhéiev formó parte del grupo no oficial de poetas «La hora de Moscú» (Московское время). En 1975 fue arrestado y expulsado de Moscú, y el mismo año emigró a los Estados Unidos de América. Entre 1976 y 1977 escribió en el periódico «La vida rusa» (Русская жизнь) en San Francisco. Después estudió en la Universidad de Míchigan, donde defendió su tesis en 1983. A continuación enseñó literatura rusa en el Dickinson College (Pensilvania). Entre 1989 y 2007 trabajó en Radio Europa Libre-Radio Libertad como redactor y locutor de los programas «El séptimo continente» y «El diario atlántico», primero en Múnich y después en Praga. Entre 2007 y 2009 vivió en Washington y después en Nueva York, hasta que en 2018 se trasladó a Bat Yam (Israel).

## Obra
A finales de los años 80 dejó de escribir poesía para centrarse en la prosa. Su novela inconclusa «Simplemente la voz» (Просто голос), escrita como la autobiografía de un guerrero romano (completada sólo hasta la adolescencia), refleja la concepción de Tsvetkov acerca de la civilización romana como uno de los puntos culminantes de la historia de la humanidad. En relación con la poética se distingue por un estilo depurado, con abundancia de digresiones lírico-filosóficas, heredando directamente la prosa de Vladimir Nabokov y Sasha Sokolov.
Tras un paréntesis de 17 años, en 2004 Alekséi Tsvetkov regresó a la producción de poesía, completando en menos de un año y medio un nuevo libro de poemas.
En 2007 fue laureado con el premio literario Andrei Biely.

## Libros
- Colección de piezas para solo de vida. (Сборник пьес для жизни соло). — Ann Arbor. Editorial Аrdis, 1978.
- El estado de sueño (Состояние сна). — Ann Arbor. Аrdis, 1981.
- El Edén (Эдем). — Ann Arbor. Аrdis, 1985.
- Poesías (Стихотворения). — San Petersburgo. Editorial Pushkinski fond, 1996.
- Recitar brillantemente: colección de poesías (Дивно молвить: Собрание стихотворений). — San Petersburgo. Editorial Pushkinski fond, 2001.
- Simplemente la voz: poema [en prosa]: ensayo (Просто голос: Поэма [в прозе]; Эссе). — Moscú. El Periódico Independiente, 2002.
- Bestiario (Бестиарий). — Ekaterimburgo: Editorial Eudoxia, 2004.
- Shakespeare descansa (Шекспир отдыхает). — San Petersburgo. Editorial Pushkinski fond, 2006.
- Los nombres del amor (Имена любви). — Moscú. Ed. Nueva Editorial, 2007.
- El Edén y otros (Эдем и другое). — Moscú. Ed. OGI, 2007.
- El viento constante (Ровный ветер). — Moscú. Ed. Nueva Editorial, 2008.
- Cuento a la noche (Сказка на ночь). — Moscú. Ed. Nueva Editorial, 2010.
- Detector del sentido (Детектор смысла). — Moscú. Ed. ARGO-RISK, reseña literaria, 2010.
- Cantos ontológicos (Онтологические напевы). — Nueva York. Ailuros Publishing, 2012.
- El último continente (Последний континент). — Járkov. Folio, 2012.
- Apuntes de un aeronauta (Записки аэронавта). — Moscú. Ed. Vremyá, 2013.
- Salva veritate.— Nueva York. Ailuros Publishing, 2013.

### En español
- «Siete poetas de la diáspora rusa» (Revista Arquitrave)

### En ruso
- Página en la web «Babilon»
- Página en la web «Poesía no oficial»
- Últimos ensayos de A. Tsvetkov en la página en ruso del Cato Institute

- Datos: Q1965305